# Jan Batory
Jan Batory (n. 23 august 1921, Kalisz, Polonia – d. 1 august 1981, Varșovia, Polonia) a fost un regizor și scenarist polonez.
A absolvit Școala Națională de Film din Lodz în anul 1951, după care și-a început cariera ca asistentul Wandei Jakubowska pentru filmul biografic Żołnierz zwycięstwa.

## Filmografie
- Ca regizor:
  - 1955 Podhale w ogniu
  - 1961 Vizita președintelui (Odwiedziny prezydenta)
  - 1962 Cei doi care au furat luna (O dwóch takich, co ukradli księżyc)
  - 1963 Taxiul morții (Ostatni kurs)
  - 1964 Întâlnire cu spionul (Spotkanie ze szpiegiem)
  - 1966 Lekarstwo na miłość
  - 1968 Dancing w kwaterze Hitlera
  - 1969 Ostatni świadek
  - 1973 Lacul ciudățeniilor
  - 1976 Con amore
  - 1976 Karino
  - 1979 Skradziona kolekcja
  - 1981 Zapach psiej sierści

- Ca scenarist:
  - 1955 Podhale w ogniu
  - 1962 O dwóch takich, co ukradli księżyc 
  - 1966 Lekarstwo na miłość
  - 1968 Dancing w kwaterze Hitlera
  - 1973 Lacul ciudățeniilor
  - 1974 Karino
  - 1976 Karino
  - 1979 Skradziona kolekcja
  - 1981 Zapach psiej sierści